# El triunfo
El triunfo és una pel·lícula espanyola del 2006 dirigida per Mireia Ros sobre un guió escrita per ella mateixa sobre la base d'una novel·la de Francisco Casavella, i protagonitzada per Juan Diego, Ángela Molina i Marieta Orozco. Està ambientada al Barri xinès de Barcelona. Fou seleccionada per ser projectada a la secció Panorama del 56è Festival Internacional de Cinema de Berlín. És una història amb la rumba com a fil conductor, on es barregen el drama, el romanticisme i l'acció amb banda sonora farcida de cançons de Peret, Gato Pérez, Los Amaya, el Pescaílla o Albert Pla, així com de Los Brincos i Barrabás. Ha estat doblada al català.

## Sinopsi
Barcelona, dècada del 1980. Al barri del Raval tres antics legionaris Gandhi, Fontán i Andrade, controlen els carrers dels barris en conflicte contra bandes formades pels nous immigrants. D'altra banda, el Nen, fill del músic conegut com "El Guacho" i de La Chata, i els seus amics Palito, Topo i Tostao somien amb triomfar com a músics de rumba. Del seu pare només coneix el seu esplendorós passat com a cantant de rumbes, però quan coneix els veritables motius de la seva desaparició (la relació que mantenia Ghandi amb la Chata) pugnen en ell el seu desig de venjança i les ganes de triomfar.

## Repartiment
- Juan Diego... Gandhi
- Ángela Molina... Chata
- Marieta Orozco... Susi
- Pep Cruz... Andrade
- Cheto ... 	Palito
- Antonio Fernández Montoya "Farruco" ... el Nen
- Miquel Sitjar ... 	Mediano
- Francisco Conde ... 	Tostao
- Javier Ambrossi ... 	Topo
- Joaquín Gómez ... 	Fontán

## Nominacions i premis
Als V Premis Barcelona de Cinema optava a quatre premis: millor actor (Juan Diego), director (Mireia Ros), millor banda sonora (Johnny Tarradellas) i direcció artística (Llorenç Miquel), però no en va assolir cap. En canvi, al Festival de Màlaga va guanyar la Bisnaga de Plata al millor actor i a la millor banda sonora. Al Festival de Cinema d'Espanya de Tolosa de Llenguadoc fou candidata a la Violeta d'Or.